# Challenger de Anning 2017

El torneo Kunming Open 2017 fue un torneo profesional de tenis. Pertenece al ATP Challenger Series 2017. Se disputará su 6.ª edición sobre superficie tierra batida, en Anning, China entre el 24 al el 30 de abril de 2017.

## Jugadores participantes del cuadro de individuales
| Favorito | País                  | Jugador             | Rank1 | Posición en el torneo |
| -------- | --------------------- | ------------------- | ----- | --------------------- |
| 1        | Bandera de Australia  | Jordan Thompson     | 79    | Cuartos de final      |
| 2        | Bandera de Serbia     | Janko Tipsarević    | 89    | CAMPEÓN               |
| 3        | Bandera de Italia     | Luca Vanni          | 122   | Primera ronda         |
| 4        | Bandera de Eslovaquia | Andrej Martin       | 123   | Cuartos de final      |
| 5        | Bandera de Eslovenia  | Blaž Kavčič         | 129   | Cuartos de final      |
| 6        | Bandera de Francia    | Quentin Halys       | 143   | FINAL                 |
| 7        | Bandera de Francia    | Mathias Bourgue     | 151   | Primera ronda, retiro |
| 8        | Bandera de Rusia      | Teimuraz Gabashvili | 157   | Segunda ronda         |

- 1 Se ha tomado en cuenta el ranking del 17 de abril de 2017.

### Otros participantes
Los siguientes jugadores recibieron una invitación (wild card), por lo tanto ingresan directamente al cuadro principal (WC):
- Bai Yan
- He Yecong
- Sun Fajing
- Xia Zihao

Los siguientes jugadores ingresan al cuadro principal tras disputar el cuadro clasificatorio (Q):
- Félix Auger-Aliassime
- Prajnesh Gunneswaran
- Juan Pablo Paz
- Gianluigi Quinzi

## Campeones

### Individual Masculino
- Janko Tipsarević derrotó en la final a  Quentin Halys, 6–7(5), 6–3, 6–4

### Dobles Masculino
- Dino Marcan /  Tristan-Samuel Weissborn derrotaron en la final a  Steven de Waard /  Blaž Kavčič, 5–7, 6–3, [10–7]